# Walter Bianchi
Walter Bianchi (Aarau, 7 novembre 1963) è un ex calciatore italiano, di ruolo terzino.

## Carriera
Nato in Svizzera da famiglia romagnola emigrata per lavoro, fu pupillo di Arrigo Sacchi, che Bianchi incontrò a Rimini e seguì al Parma e al Milan. Ha giocato con Cesena (Serie A), Rimini (Serie C1), Brescia (Serie C1), Parma (Serie C1 e Serie B), Milan (Serie A), Torino (Serie B), Cosenza (Serie B) e Verona (Serie B).
La sua carriera fu caratterizzata da continui infortuni (e non solo alle gambe) al punto tale da subire 10 interventi chirurgici. Ha esordito in Serie A il 13 settembre 1987 in Pisa-Milan (1-3), sotto la guida di Arrigo Sacchi. Con i rossoneri, ottenendo 5 presenze in campionato in due stagioni, ha vinto uno scudetto (1987-1988) e una Coppa dei Campioni (1988-1989).
Oltre alle 5 presenze in Serie A col Milan, ha totalizzato 98 presenze e una rete in Serie B, ottenendo una promozione col Torino nella stagione 1989-1990 e una con il Verona nella stagione 1990-1991, sfiorandone un'altra con il Cosenza nella stagione 1991-1992 sotto la guida di Edy Reja.
Il 28 luglio 1992 Bianchi viene coinvolto in un incidente stradale con tutta la squadra del Verona, sulla strada verso il ritiro di Cles. Il pullman della squadra si scontra con una ruspa: nello scontro, Bianchi rimane gravemente ferito e cade in coma per diversi giorni, per poi riprendersi lentamente durante i seguenti mesi.
In seguito ha preso il patentino di allenatore professionista di 2ª categoria. Ha allenato il Foligno (salvandolo dalla retrocessione) e le giovanili del Gubbio (con cui ha vinto il campionato degli Allievi regionali 1998-1999 e vincendo il campionato Allievi sperimentali 1999-2000) e squadre di prima categoria come Semonte (che ha portato alla promozione dopo una stagione vinta a sei giornate dalla fine) e Cantiano, con il quale è retrocesso avendo preso in mano la squadra già ultima in classifica a metà campionato.
Dal 25 luglio 2011 è vice allenatore di Antonio Rocca alla guida dell'Italia under 15.

## Palmarès

### Competizioni nazionali
- Serie B: 1

Torino: 1989-1990
- Campionato italiano: 1

Milan: 1987-1988
- Supercoppa italiana: 1

Milan: 1988

### Competizioni internazionali
- Coppa dei Campioni: 1

Milan: 1988-1989